# Balete (Aklan)
Balete (Bayan ng Balete) är en kommun i Filippinerna. Kommunen ligger på ön Panay, och tillhör provinsen Aklan. Folkmängden uppgår till 28 920 invånare år 2015.
Balete är indelat i 10 barangayer.